# Cuminia eriantha
Cuminia eriantha là một loài thực vật có hoa thuộc họ Lamiaceae. Loài này chỉ có ở Chile.
Chúng hiện đang bị đe dọa vì mất môi trường sống.

## Phân loài
- Cuminia eriantha var. eriantha
- Cuminia eriantha var. fernandezia (Colla) Harley